# شهرستان تونگوکوچنسکی
شهرستان تونگوکوچنسکی (به لاتین: Tungokochensky District) یک شهرستان در روسیه است که در سرزمین زابایکالسکی واقع شده‌است.